# Büsch (Lindscheid)
Büsch ist ein Ortsteil der Gemeinde Eitorf. Ein gleichnamiger Ortsteil der Gemeinde ist Büsch bei Merten.

## Lage
Büsch liegt auf dem Lindscheid in einer Höhe von 195 bis 215 m ü. NHN. Wohnplätze in der Nachbarschaft sind Hausen und Mühleip.

## Einwohner
1821 hatte der Ort 75 Bewohner.
1885 hatte Büsch 15 Wohngebäude und 77 Einwohner.
1925 waren hier 13 Haushalte verzeichnet.